# Römische Streitkräfte in Mauretania

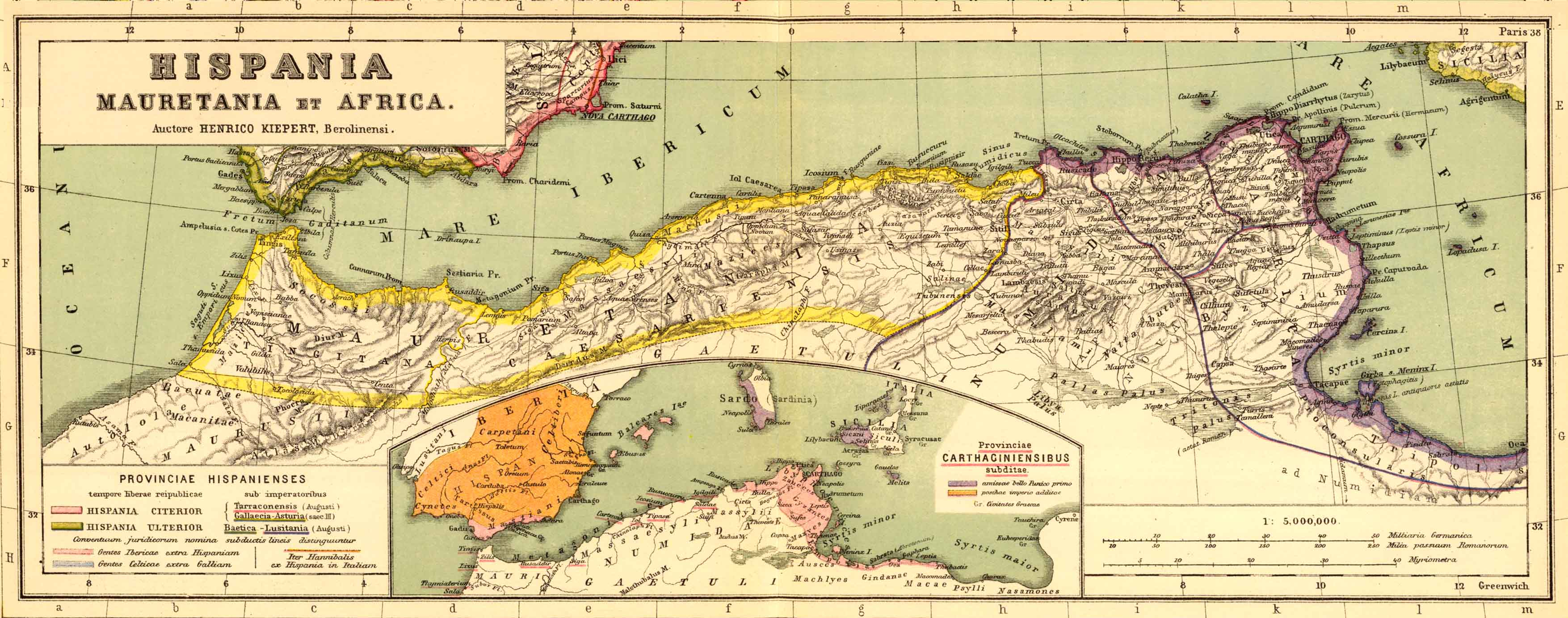
Die Provinzen Mauretania Caesariensis und Mauretania Tingitana (beide gelb umrandet)

Die Römischen Streitkräfte in Mauretania bestanden ab Mitte des ersten Jahrhunderts n. Chr. aus den in Mauretania stationierten Auxiliartruppen. Nach der Eroberung unter Claudius (41–54) wurde das Königreich Mauretanien Anfang 43 in die römischen Provinzen Mauretania Caesariensis und Mauretania Tingitana unterteilt.
Unter Diokletian (284–305) wurde von der Provinz Mauretania Caesariensis eine neue Provinz Mauretania Sitifensis abgespalten. Die Provinz Mauretania Tingitana blieb unverändert.

## Auxiliartruppen

### Mauretania Caesariensis
Auf Militärdiplomen aus den Jahren 107 bis 152 n. Chr. werden 3 Alae und 11 Kohorten für die Provinz aufgeführt, die aber nicht alle zur selben Zeit in der Provinz stationiert waren:
| - Ala I Nerviana Augusta - Ala Parthorum - Ala II Thracum Augusta - Cohors I Augusta Nerviana Velox | - Cohors II Breucorum - Cohors II Brittonum - Cohors I Corsorum - Cohors II Gallorum | - Cohors I Flavia Hispanorum - Cohors I Flavia Musulamiorum - Cohors I Nurritanorum - Cohors I Pannoniorum | - Cohors II Sardorum - Cohors IV Sugambrorum |

### Mauretania Tingitana
Auf Diplomen aus den Jahren 88 bis 162/203 werden 5 Alae und 14 Kohorten für die Provinz aufgeführt, die aber nicht alle zur selben Zeit in der Provinz stationiert waren:
| - Ala III Asturum - Ala I Augusta Gallorum - Ala Gemelliana - Ala I Hamiorum - Ala I Gallorum Tauriana | - Cohors III Asturum - Cohors I Asturum et Callaecorum - Cohors I Bracarorum - Cohors I Celtiberorum civium Romanorum - Cohors V Delmatarum | - Cohors III Gallorum - Cohors IV Gallorum - Cohors II Hispana - Cohors II Hispanorum (Vasconum) - Cohors I Ituraeorum | - Cohors I Lemavorum - Cohors II Syrorum Sagittariorum - Cohors IV Tungrorum - Cohors IV Vindelicorum |

## Notitia dignitatum
In der Notitia dignitatum werden für Mauretanien zwei Heerführer angeführt, denen die in den Provinzen stationierten Truppen unterstanden.

### Comes Tingitaniae
Unter seinem Kommando werden folgende Einheiten aufgeführt:
| - Ala Herculea - Cohors tertia Asturum | - Cohors Friglensis - Cohors prima Herculea | - Cohors secunda Hispanorum - Cohors prima Ityraeorum | - Cohors Pacatianensis |

## Classis Mauretanica
Die Mauretanische Flotte (classis Mauretanica) bestand seit dem Ende des 2. Jahrhunderts n. Chr. Die Provinzflotte wurde zum Schutz der nordwestafrikanischen und spanischen Gebiete, hier insbesondere auch der Provinz Baetica, eingesetzt. Zu ihren weiteren Aufgaben zählte die Sicherung der Meerenge von Gibraltar sowie der Begleitschutz für Truppen- und Warentransporte von Europa nach Afrika. Ihr Hauptstützpunkt lag in der Provinzmetropole Caesarea (Cherchell).